# Davallia
Davallia is een geslacht van ongeveer dertig soorten varens uit de familie Davalliaceae.
Davallia-soorten zijn te vinden in subtropische en tropische streken van Azië, Australië en Afrika, met één soort in Europa, Davallia canariensis.

## Naamgeving enetymologie
- Synoniemen: Colposoria Presl (1836), Humata Cavanilles (1802), Pachypleuria (C. Presl) C. Presl (1849-51), Paradavallodes Ching (1966) , Parasorus Alderw. (1922), Parestia Presl (1849-51), Pteroneuron Fée (1850-52), Scyphularia Fée (1850-52), Stenolobus Presl (1836), Trogostolon Copeland (1927), Wibelia Bernhardi (1801) [non Fée 1852
- Engels: Deersfoot fern, Hare's foot fern

De botanische naam Davallia is een eerbetoon aan Edmund Davall (1763-1798), een Engels plantenverzamelaar die in Zwitserland leefde en werkte.

## Kenmerken

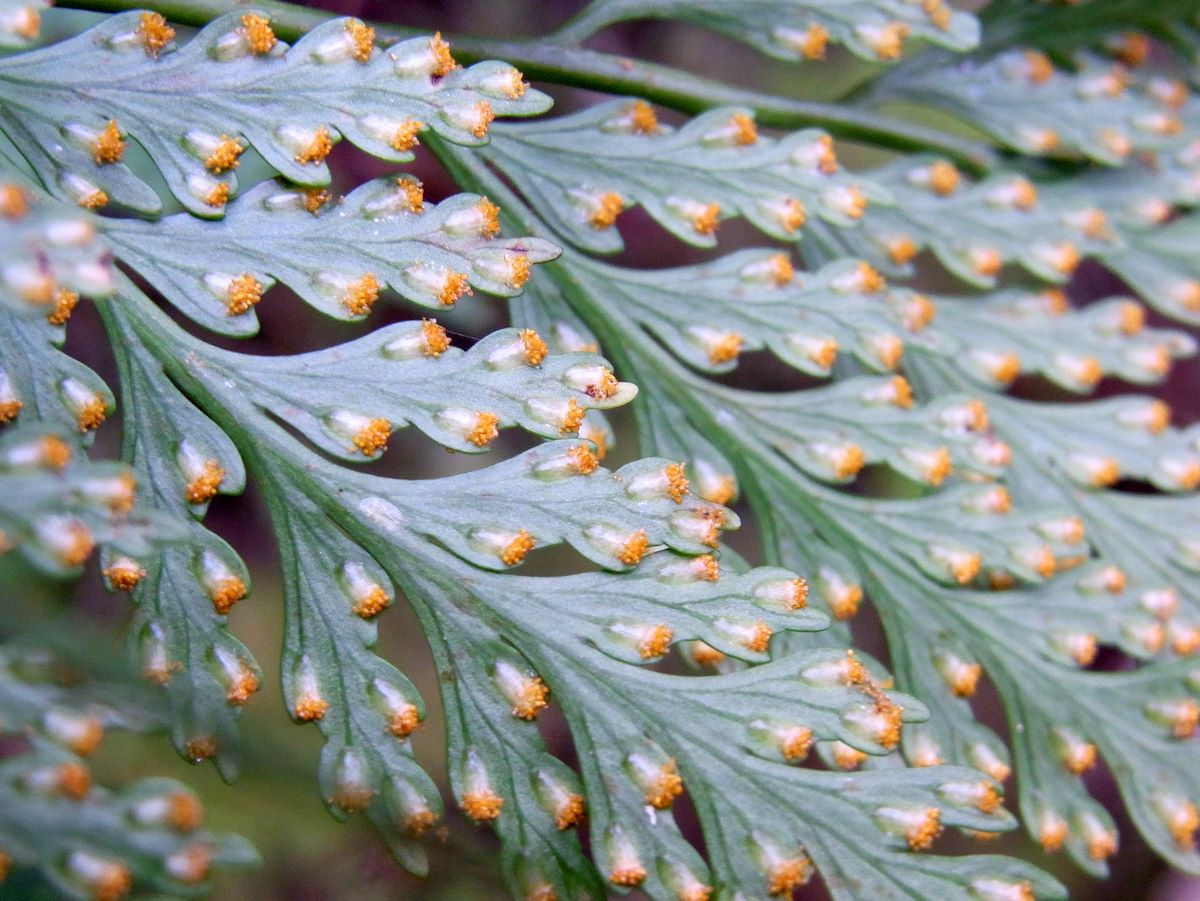
Davallia solida, onderzijde blad met detail sporenhoopjes

Davallia-soorten zijn epifytische of litofytische varens met lange, kruipende, bovengrondse rizomen, dorsoventraal afgeplat en dicht bezet met harige schubben. De bladen staan alleen, zijn eenvormig, tot 45 cm lang en 30 cm breed. De bladschijf is driehoekig van vorm, drie- tot viermaal geveerd.
De sporenhoopjes staan aan de onderzijde langs de rand van de blaadjes en worden beschermd door bekervormige dekvliesjes.

## Taxonomie
Het geslacht telt in de huidige indeling 29 soorten.

### Soortenlijst
- Davallia angustata Wall. (1831)
- Davallia assamica (Bedd.) Bak. (1868)
- Davallia brassii (Copel.) Noot. (1994)
- Davallia brevipes Copel. (1906)
- Davallia canariensis (L.) Sm. (1793)
- Davallia corniculata Moore (1861)
- Davallia denticulata (Burm.) Mett. ex Kuhn (1867)
- Davallia embolostegia Copel. (1906)
- Davallia falcinella Presl (1825)
- Davallia graeffei Luerss. (1871)
- Davallia griffithiana Hook. (1846)
- Davallia heterophylla Sm. (1793)
- Davallia leptocarpa Mett. ex Kuhn (1869)
- Davallia parvula Wall. (1829)
- Davallia pectinata Sm. (1793)
- Davallia pentaphylla Bl. (1828)
- Davallia repens (L. f.) Kuhn (1867)
- Davallia rouffaeriensis Noot. (1994)
- Davallia seramensis M.Kato (1989)
- Davallia sessilifolia Bl. (1828)
- Davallia sessilifolioides M.Kato (1989)
- Davallia solida (Forst.) Sw. (1801)
- Davallia speciosa Mett. ex Kuhn (1869)
- Davallia tasmanii Field (1890)
- Davallia trichomanoides Bl. (1828)
- Davallia triphylla Hook. (1846)
- Davallia undulata (Alderw.) Noot. (1994)
- Davallia wagneriana Copeland (1905)
- Davallia yunnanensis Christ (1898)